# 泰勒·拉希
泰勒·拉希 (英語：Tyler Josef Rasch，1988年5月6日—)出生於美国，作為主持於韓國電視節目活动，在首爾大學研究院外交學科取得硕士学位。 2014年起，在JTBC綜藝節目非首脑会谈中作为美国代表出演而广为人知。

## 生涯

### 成长过程
父親是奧地利裔美國人，母親是葡萄牙裔美國人，出生在佛蒙特州的斯特拉顿。 童年時對恐龙很有兴趣，夢想成為考古学家。高中時，開始於音乐方面發展，並想成為指挥家，同時亦對話劇及演技有興趣，亦得到父母的許可，可進入音樂大學。但高中4年级时，泰勒認為進入音樂大學的話，會難以接觸音樂以外的知識，因而放棄進入音樂大學。
在芝加哥大学国际学院生時，每學期都會學習法文，葡萄牙語，西班牙語等欧洲国家之语言。期間，學習中文時，改變了以前以欧洲為中心的世界觀。 及後自然而然地接觸到中國周邊國家之語言，其中對韓語最有興趣，因為其文法與英语節然不同，而開始集中學習韓語。
大学毕业后，希望不只在日常生活，而是在学术、技术上也可以使用韓語，開始找尋相關的工作，但是在多個考試都獲到了不合格通知。之後，在佛蒙特州参议员办公室和韓國駐美國大使館當实习生。在韓國的語言學校學習一年後，希望正式研究韓國並決定留在韓國，入讀首爾大學，並於2016年8月取得外交學碩士學位。

### 電視節目
- 2014年 JTBC 非首脑会谈
- 2015年 KBS 時間旅行者K
- 2015年 tvN 大腦性感的時代－問題的男人
- 2015年 JTBC 我朋友的家在哪裏
- 2016年 MBC 神秘音樂秀：蒙面歌王
- 2017年 SBS 意想不到的神秘俱乐部
- 2017年 SBS Black House
- 2019年 KBS 屋塔房的問題兒童們

### 广告
- 软件 (2014年)
- 조지아 - 我朋友的家在哪裏篇 (2015年)
- Garglin (2015年)
- Pigeon (2016年)

## 学歷
- 芝加哥大学 国际研究学士学位
- 2016年8月在 首尔国立大学研究院外交學社會科學碩士課程 外交學碩士

## 外部連結
- 泰勒·拉希的X（前Twitter）
- 泰勒·拉希的Instagram帳戶